# Einstein (film, 2008)
Einstein je italská televizní minisérie z roku 2008, kterou napsala a režírovala Liliana Cavani. Film vychází ze skutečných událostí vědce Alberta Einsteina a v hlavní roli jej ztvárnil Vincenzo Amato.

## Obsazení
| Vincenzo Amato    | Albert Einstein      |
| Maya Sansa        | Mileva Marićová      |
| Piotr Adamczyk    | Kurt Kluge           |
| Flavio Parenti    | Eduard Einstein      |
| Sonia Bergamasco  | Elsa Lowenthal       |
| Luigi Diberti     | Hermann Einstein     |
| Andréa Ferréol    | Pauline Kock         |
| Lea Gramsdorff    | Helen Dukas          |
| Giorgio Lupano    | Marcel Grossmann     |
| Emiliano Coltorti | Hans Albert Einstein |
| Vincent Riotta    | operátor NASA        |